# Ferdinand Decker
Ferdinand Decker (* 6. April 1835 in Stuttgart; † 15. Juli 1884 in Nürnberg) war ein deutscher Ingenieur. 

## Leben
Decker besuchte von 1851 bis 1855 das Polytechnikum in Stuttgart. Seine praktische Ausbildung erhielt er von 1855 bis 1857 in der Maschinenfabrik Krauss in Obertürkheim und war dann von 1857 bis 1863 als Ingenieur in der Maschinenfabrik Straub in Geislingen an der Steige tätig. 
1863 gründete er zusammen mit seinem Bruder die „Gebrüder Decker & Co., Maschinenfabrik, Eisengießerei, Kesselschmiede, Brückenbau“ am Cannstatter Seelberg (heute ein Stadtteil von Stuttgart). 1865 begann er mit dem Bau von Tenbrinkkesseln und zeigte durch Versuche deren Vorteile auf. Die Ventilsteuerung der Dampfmaschine führte er als Erster in Württemberg ein.
1880 führte er mithilfe zweier Dynamos der Unternehmen Gramme und Siemens die elektrische Beleuchtung in seiner Fabrik ein.
Decker produzierte auch die ersten Holzschleifmaschinen, die 1867 auf der Weltausstellung in Paris ausgezeichnet wurden.
1882 verkaufte Decker die Cannstatter Fabrik an die Maschinenfabrik Esslingen und verließ 1882/83 das Unternehmen. Der Ingenieur Ludwig Beckh notierte hierzu in seinem Tagebuch folgende Zusammenhänge: „Gebr. Decker hatten in der Gründungsperiode nach dem 70er Krieg sehr teuer gebaut und konnten nur unter weitgehender Unterstützung der Vereinsbank, welche auch an der Maschinenfabrik Esslingen beteiligt war, sich aufrecht erhalten. Die Interessen der Vereinsbank forderten daher, dass beide Fabriken zusammen arbeiten mussten.“
1883 trat er bei Schuckert (ab 1901: Siemens-Schuckertwerke) in Nürnberg die Stelle als Direktor an und verstarb ein Jahr später.
Ferdinand Decker war Mitglied des Vereins Deutscher Ingenieure (VDI) und Gründungsmitglied des Württembergischen Bezirksvereins des VDI.

## Ehrungen
Bereits 1869 wurde in Cannstatt die Deckerstraße nach ihm benannt.